# Henschia caudatus
Henschia caudatus är en insektsart som beskrevs av Alexander Fyodorovich Emeljanov 1962. Henschia caudatus ingår i släktet Henschia och familjen dvärgstritar. Inga underarter finns listade i Catalogue of Life.